# Льгов
Льгов, або Льгів (рос. Льгов, арх. рос. Ольгов) — місто в Курській області Росії. Льгов є самостійним муніципальним утворенням (міським округом) у складі Курської області, крім того, в місті розміщені органи місцевого самоврядування Льговського муніципального району. Населення становить 21,3 тисячі жителів. Місто розташоване на берегах річки Сейму (притока Десни), за 80 км від Курська.

## Історія
Раніше місто згадувалося в 902 році, але оскільки це практично не доведено, офіційно перша згадка в 1152 році в Іпатіївському літописі під назвою Олгов (Ольгов) (від імені Ольга чи Олег). Але є ще одна згадка, що датується 1207 роком. 
У XIII столітті зруйнований монголами й тривалий час перебував у занепаді. На його місці виникло урочище — Ольгове Городище, на місці якого в 1669 році засновано Льговський монастир, який проіснував до 1764 року. Поселення, що виникло навколо монастиря, отримало статус міста в 1779 році. Льгов був адміністративним центром Льговського повіту Курської губернії до 1928 року. У другій половині XIX століття через Льгів побудовано залізницю, що додало економічному розвитку міста значний імпульс. Виникли заводи з переробки сільськогосподарських продуктів.
Після переходу на обласний, окружний та районний поділ Льгов став адміністративним центром Льговського округу (до 1930) і Льговського району Центрально-Чорноземної області. З 1934 року — у складі Курської області.
В часи Другої світової війни Льгов був окупований Німеччиною 27 жовтня 1941 року й звільнений 3 березня 1943 року військами Воронезького фронту в рамках операції «Зірка» (Харківська наступальна операція 1943 року).
У 1954 році до складу Льгова були включені кілька селищ міського типу; місто нині має відносно велику площу з кількома центрами.
У 1963 році Льгов отримав статус міста обласного підпорядкування і, тим самим, був виведений зі складу Льговського району.
У 2004 році Льгов став міським округом, без зміни меж і включення інших населених пунктів.

### Російсько-українська війна
25 грудня 2024 ЗСУ завдали удару по пункту управління 810-ї окремої гвардійської бригади морської піхоти ЗС РФ, який був розташований у покинутій цивільній будівлі в Льгові. За повідомленнями російських ЗМІ, пункт було уражено за допомогою ракет HIMARS.  В результаті удару було ліквідовано заступника командира 810-ї бригади РФ Паштова Салима.
30 грудня 2024 року сили оборони України завдали ракетного удару по командному пункту у м. Льгов, Курської області. Внаслідок ракетного удару загинули 8 російських військовослужбовця, ще 22 отримали поранення. Серед ліквідованих були: майор 76-ї гвардійської десантно-штурмової дивізії Алі Цуров, підполковник Валерій Терещенко та командир 656-го інженерного батальйону 76-ї Псковської повітряно-десантної дивізії підполковник Павло Малєцький. Удару по командному бункеру завдали франко-британськими крилатими ракетами Storm Shadow.

## Економіка
Економіка міста представлена такими підприємствами:
- цукровий завод;
- дослідний завод з виробництва засобів автоматизації для цукрової промисловості (банкрут);
- арматурний завод (банкрут);
- цегельний завод (в оренді у підприємців);
- завод залізобетонних виробів (банкрут);
- завод автоспецобладнання (банкрут);
- виноробний завод (розорений);
- молочно-консервний комбінат;[11]
- м'ясокомбінат (банкрут);
- завод зі створення силових агрегатів;
- хлібозавод.

У 2008 році в місті було відвантажено товарів власного виробництва, виконано робіт та послуг на 1072 млн рублів.

## Транспорт

### Залізничне сполучення
Льгов сполучений залізницею з Курськом, Києвом, Брянськом, Орлом, Харковом. Основна залізнична станція — Льгов-Київський. Крім неї у межах міста розташовані станції Льгов-2-Смоленський (Льгов-Сортувальний) і Шерекіно.

### Автобусне сполучення
Автобуси, які відправляються від автостанції Льгов-1: Курськ-Могилів, Курськ-Суми, Брянськ-Льгів-Білгород, Льгів-Курськ, Курськ-Рилько, Курськ-Коренево, Курськ-Конишівка, Курськ-Глушкове, Курськ-Тьоткіно, Курськ-Калинівка, Льгов-Рильськ, Льгов-Коренево, Льгов-Суджа, Льгів-Мар'їне (відправляється з перону залізничного вокзалу — станції Льгов-Київський).
Автобуси, які не заходять на автостанцію Льгов-1: Курськ-Козіно, Курськ-Локоть.

### Міський громадський транспорт
Перевезення містом здійснюються такими маршрутами:
- № 1 Центр — Вокзал Льгов-1 (через вул. Калініна).
- № 2 Центр — Вокзал Льгов-2 — Залізнична лікарня.
- № 3 Центр — Вокзал Льгов-1 (через вул. 40-років Жовтня).
- № 4 Центр — мкр. Нижні Села.
- № 5 Центр — Вокзал Льгов-1 — Цукровий завод (по вул. 40 років Жовтня).
- № 6 Центр — Вокзал Льгов-1 — с. Фітіж.
- № 7 Центр — Вокзал Льгов-1 — Плодосовгосп.
- № 8 Центр — с. Шерекіно.
- № 9 Центр — станція Шерекіне.
- № 10 Центр — с. Городенськ.
- № 11 Центр — с. Кудінцево.
- № 12 Центр — Вокзал Льгов-2 — Артаково.

## Визначні пам'ятки та місця
У місті є три музеї: краєзнавчий, літературно-меморіальний музей поета М. М. Асєєва й літературно-меморіальний письменника А. П. Гайдара, також:
- будинок, у якому жив письменник В. В. Овечкін під час написання циклу нарисів «Районні будні»,
- старовинний парк із залишками садиби князів Барятінських із так званої вежею Шаміля. За переказами, вежа була побудована князем О. І. Барятинським для імама Шаміля, що зупинявся у Льгові після його полону князем,
- будівля колишньої Земської управи,
- будинок камергера П. П. Стремоухова,
- дореволюційний комплекс будівель виноробного заводу,
- ряд цегельних будівель часів прокладання залізниці Брянськ-Харків (1910–1912), найбільше з яких місцеві жителі називають Титаніком.[12]

Під Льговом діють три храми: Свято-Микільська церква (1911), іконостас якої виготовлений за ескізами художника Н. Д. Бартрама кустарями його майстерні в селі Семенівці; Успенська церква (1839) у Нижніх Деревенька; старообрядницька церква Дмитра Солунського (1906).
У місті встановлені пам'ятники:
- М. М. Асєєву;
- А. П. Гайдару;
- В. І. Леніну;
- льговським молодогвардійцям;
- командиру атомного підводного човна К-8 герою Радянського Союзу В. Б. Безсонову;
- воїнам-землякам, які загинули в останніх війнах (Афганістан, Таджикистан, Чечня);
- поховання радянських воїнів, полеглих при визволенні міста, і мирних жителів, полеглих від рук гітлерівських загарбників.

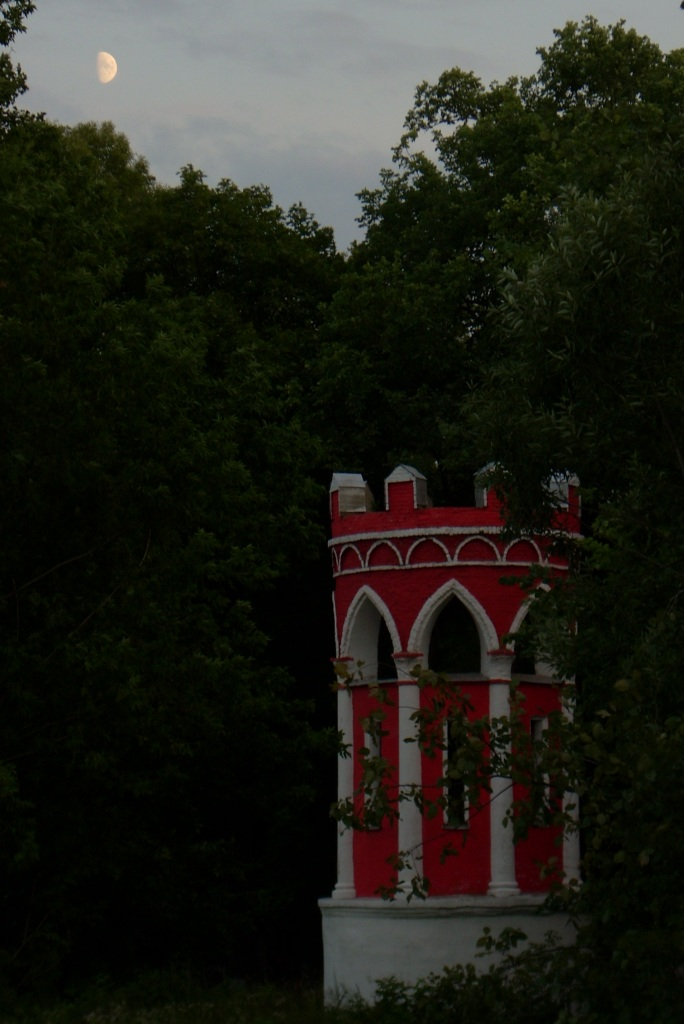
Башта Шаміля
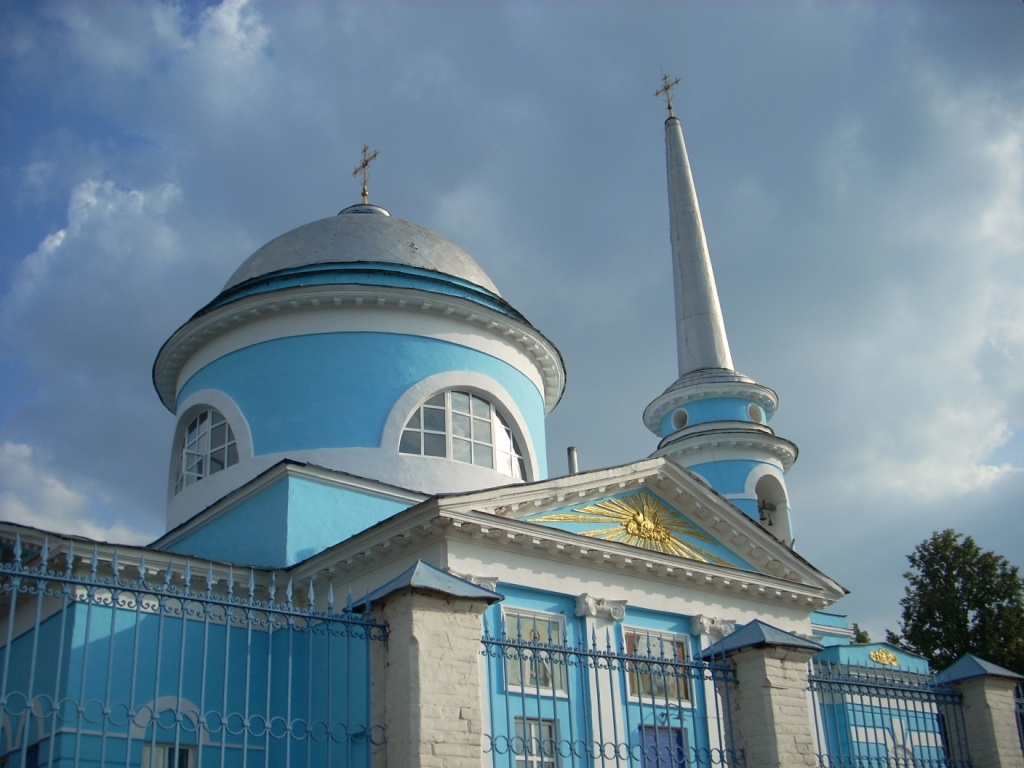
Успенська церква у Нижніх Деревенька
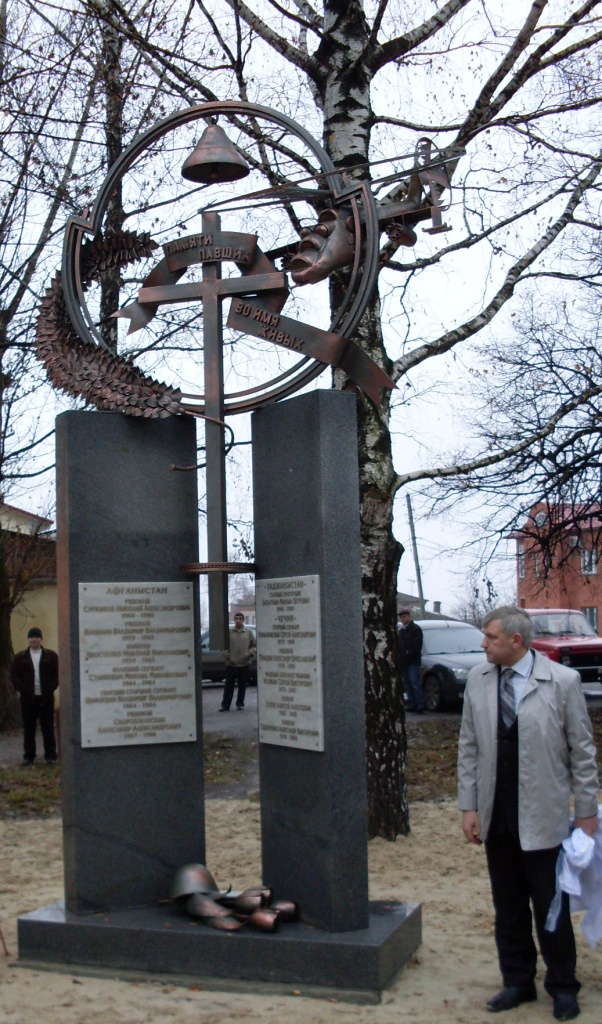
Пам'ятник воїнам-землякам, які загинули в Афганістані, Таджикистані, Чечні

## Відомі люди
Відомі уродженці і особи, які проживали в місті:
- Андрієнко Тетяна Леонідівна — український ботанік, болотознавець. Доктор біологічних наук (1992).
- Асєєв Микола Миколайович — російський поет.
- Білоусов Андрій Іванович — російський оперний співак.
- Безсонов Всеволод Борисович — командир атомного підводного човна «К-8» 162-ї бригади 17-ї дивізії підводних човнів Йоканьгськой військово-морської бази Червонопрапорного Північного флоту, капітан 2-го рангу.
- Букреєв Борис Якович — відомий математик (1859–1962), професор Київського університету.
- Волобуєв Євген Всеволодович — художник.
- Гайдар Аркадій Петрович — російський письменник.
- Грідін Василь Іванович — живописець і художник монументально-декоративного мистецтва.
- Захаров Володимир Іванович — професор-біолог, скульптор, автор спогадів про Льгов.
- Зубков Георгій Іванович — журналіст-міжнародник, професор, письменник, драматург.
- Ковальов Дмитро Михайлович — поет.
- Лаппо Георгій Михайлович — географ.
- Мілютін Володимир Павлович — один з творців радянської статистики.
- Надененко Федір Миколайович — композитор (1902–1963).
- Сафонов Вадим Андрійович — письменник.
- Сьоміна Тамара Петрівна (* 1938) — актриса, народна артистка РРФСР (1978).
- Овечкін Валентин Володимирович — письменник.